# Петрос (Хунедоара)
Петрос (рум. Petros) насеље је у Румунији у округу Хунедоара у општини Бару. Oпштина се налази на надморској висини од 500 m.

## Становништво
Према подацима из 2002. године у насељу је живело 787 становника, од којих су сви румунске националности.